# Технический газ
Технический газ — химическое вещество и его соединения в газообразном или жидком (при сжижении) состоянии, получаемое искусственным путём при разделении атмосферного воздуха, выделением из углеводородного сырья или химическими способами, хранящееся под давлением в специальных сосудах и используемое в производственных и бытовых целях.

## Применение
Технические газы используют в производстве товаров (металлургия, химическая промышленность), при выполнении строительно-монтажных работ (сварочные работы, работы по резке металлов), добыче углеводородов, в пищевой промышленности (при охлаждении продуктов, производстве газированных напитков), сельском хозяйстве, производстве оружия, метрологии (в измерительных приборах), в развлекательных целях (надуваемые гелием воздушные шары).
Наряду с техническими газами выделяют такой их подвид, как медицинские газы, используемые в работе медицинских приборов, в лечебных и реанимационных процедурах. Основным медицинским газом является медицинский кислород.
В настоящее время на рынке получают широкое распространение газовые смеси, которые позволяют сделать результат работ или процедур более высоким по качеству. В качестве примера можно привести сварочные газовые смеси (к примеру, защитная газовая сварочная смесь на основе углекислоты и аргона), медицинские газовые смеси и поверочные газовые смеси (используются в метрологии) на основе особо чистых газов.

## Виды технических газов
Азот, аргон, кислород — получаются в процессе разделения атмосферного воздуха на кислород и азот на специальном оборудовании — воздухоразделительных установках.
Двуокись углерода получают при попутном сжигании углеводородов или в пивном производстве (брожение).
Ацетилен — производится путём выделения газа при взаимодействии карбида кальция с водой.
Гелий — выделяется при добыче гелийсодержащих природных газов.
Пропан-бутановая смесь — выделяется при добыче углеводородного сырья.

## Транспортировка технических газов
Основной способ транспортировки технических газов — перевозка различными видами транспорта в сосудах, работающих под давлением (газовых баллонах вместимостью от 10 до 50 л). Каждому техническому газу при транспортировке в баллонах соответствует баллон особого цвета: для кислорода — голубого, для пропан-бутана — красного, для аргона — серого, для азота — чёрного, для ацетилена — белого, для гелия — коричневого, для углекислоты — чёрного цвета.
Перевозка технических газов автомобильным транспортом осуществляется специальными автомобилями с допуском к перевозке опасных грузов и со специальными знаками.
Возможна транспортировка технических газов в жидком состоянии (жидкий кислород, азот, аргон) в автомобильных или железнодорожных цистернах.
Для транспортировки технических газов на крупные предприятия возможна транспортировка через специальные трубопроводы. Таким способом Свердловский кислородно-ацетиленовый завод поставлял в 1970-е годы кислород на Уральский завод тяжелого машиностроения.
Кроме того, популярным сегодня становится расположение производственных мощностей производителей непосредственно на территории крупного потребителя газов.

## Производители
Крупнейшими в мире производителями технических газов являются французская компания Air Liquide, немецкая The Linde Group и американская компания Air Products and Chemicals.

## Надзор
В России государственный надзор за безопасностью производства технических газов, оборота газов и эксплуатации сосудов, работающих под давлением, осуществляют органы Ростехнадзора.